# Winifred Brenchley
Winifred Elsie Brenchley, née à Londres le 10 août 1883 et morte le 27 octobre 1953 à Harpenden, dans le Hertfordshire, est une botaniste britannique. Elle est l'une des premières femmes membres de la Linnean Society of London (1910). 

## Biographie
Winifred Brenchley est la fille d'Elizabeth Beckett et de William Brenchley, instituteur et ancien maire de Camberwell. Une affection de rougeole dans l'enfance l'a laissée partiellement sourde. Elle fait ses études à la James Allen's Girls' School, à Dulwich, où enseigne la botaniste Lilian Clarke,.
Elle suit les cours de l'institut d'horticulture de Swanley, pendant deux ans, et obtient son diplôme en 1903. Dans cet institut, l'accent est mis sur la pratique. Brenchley remporte la médaille d'argent de la Royal Horticultural Society puis s'oriente vers des études en botanique. Elle obtient un diplôme de sciences à l'University College de Londres en 1905, où elle étudie avec Francis Wall Oliver, puis bénéficie d'une bourse de recherche de troisième cycle en 1906-1907. Elle effectue sa recherche doctorale à la station expérimentale de Rothamsted, à Harpenden. Elle réalise un doctorat en sciences à l'université de Londres en 1911, en soutenant une thèse sur le blé, intitulée « On the strength and development of the grain of wheat (Triticum vulgare) ». Elle est membre honorifique de l'University College en 1914.
À l'issue de son stage, la station expérimentale de Rothamsted l'engage comme botaniste à titre définitif, et elle fait toute sa carrière professionnelle dans ce cadre, où elle deviendra chef du département de botanique, un poste qu'elle occupe jusqu'en 1948. Après sa retraite, elle poursuit ses recherches et rassemble de nombreuses observations restées inédites. Elle a un AVC et meurt à Harpenden le 27 octobre 1953.

## Recherches

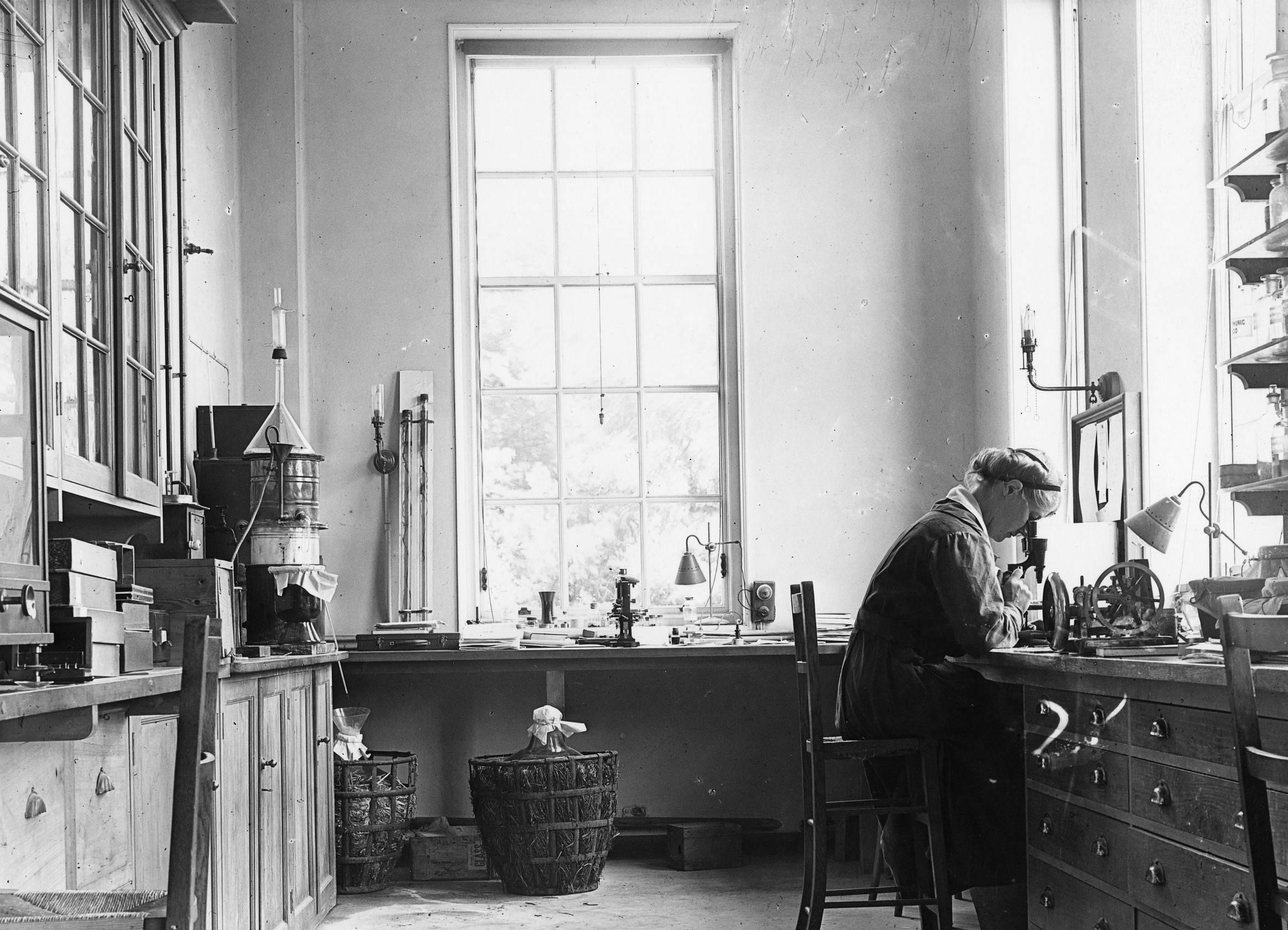
Brenchley dans son laboratoire de la Station expérimentale de Rothamsted

Elle s'intéresse à l'amélioration de la technique pour la culture de plantes dans l'eau, et au rôle du cuivre et du zinc dans la nutrition végétale, qu'elle expose en détail dans son livre Inorganic Plant Poisons and Stimulents  (1914),. Elle s'intéresse également aux mauvaises herbes, et publie Weeds of Farmland  (1920), qui constitue la première étude scientifique exhaustive des mauvaises herbes du Royaume-Uni. Son travail dans le Park Grass Experiment (en) de Rothamsted donne lieu à une nouvelle publication Manuring of Grass Land for Hay (1924) dans laquelle elle montre que le recours à la chaux et aux engrais a une incidence sur la composition botanique des prairies.

## Distinctions
- 1910 : membre de la Linnean Society of London
- 1920 : membre de la Royal Entomological Society. Elle s'intéresse particulièrement aux lépidoptères[9].
- 1948 : membre de l'Ordre de l'Empire britannique

## Publications
- Weeds of Farm Land, Londres, Longmans Green, 1920
- Manuring of Grass Land for Hay, Londres, Longmans, Green, 1924
- Inorganic Plant Poisons and Stimulents 2e ed. Cambridge, Cambridge University Press, 1927
- Suppression of Weeds by Fertilizers and Chemicals (with HC Long), Londres, Crosby Lockwood, 1949
- 52 articles scientifiques, notamment dans les Annals of Botany.